# Ponten (Berg)
Der Ponten ist ein 2045 m ü. NHN hoher Berg in den Allgäuer Alpen. Er liegt im Rauhhornzug südöstlich des Bschießer und begrenzt das Gebiet der Willersalpe im Norden.
Auf den Ponten führen markierte Wanderwege. Er wird gerne im Zuge einer Überschreitung von der Zipfelsalpe zur Willersalpe zusammen mit dem benachbarten Bschießer bestiegen.

## Bilder

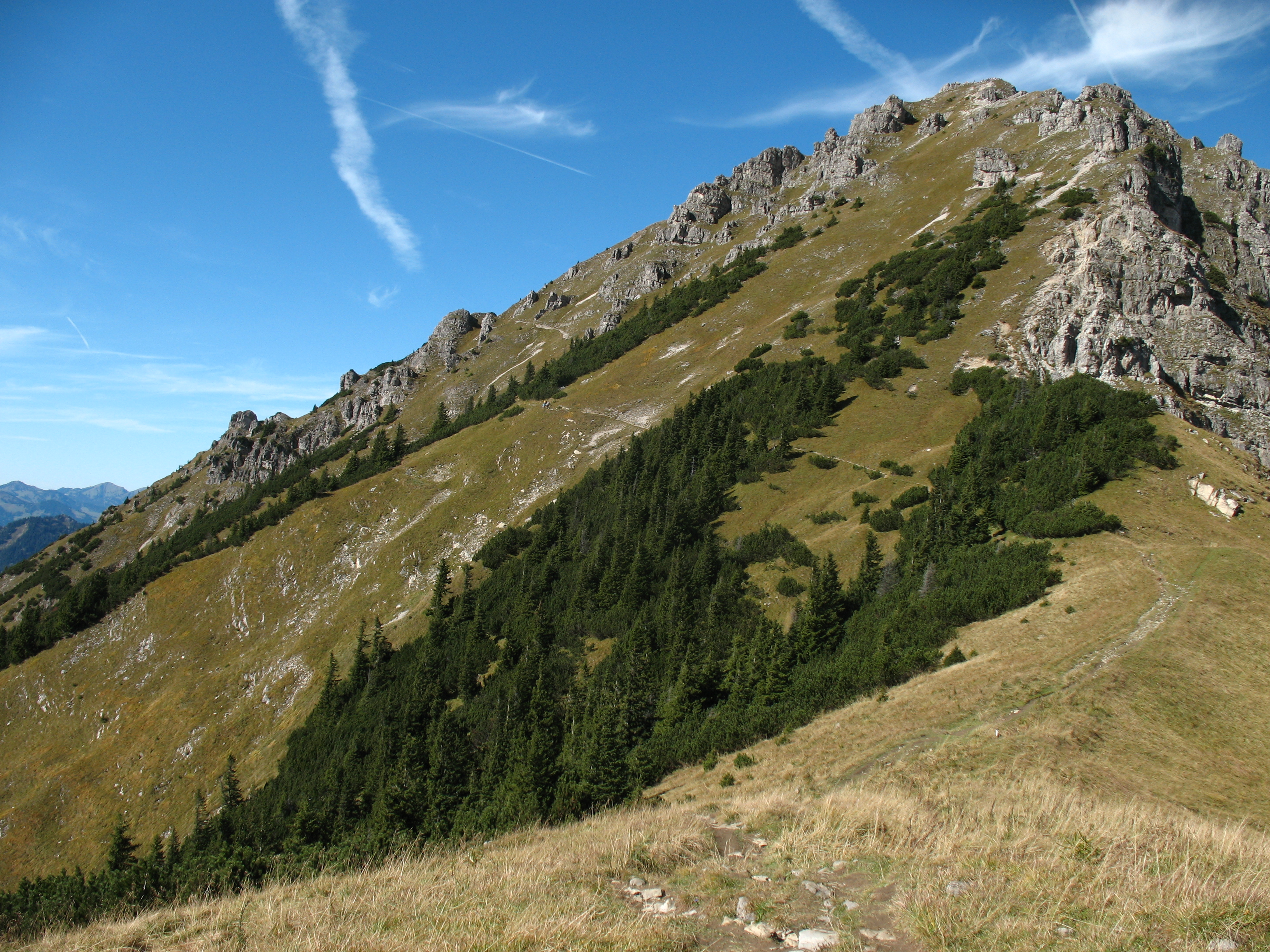
Südflanke
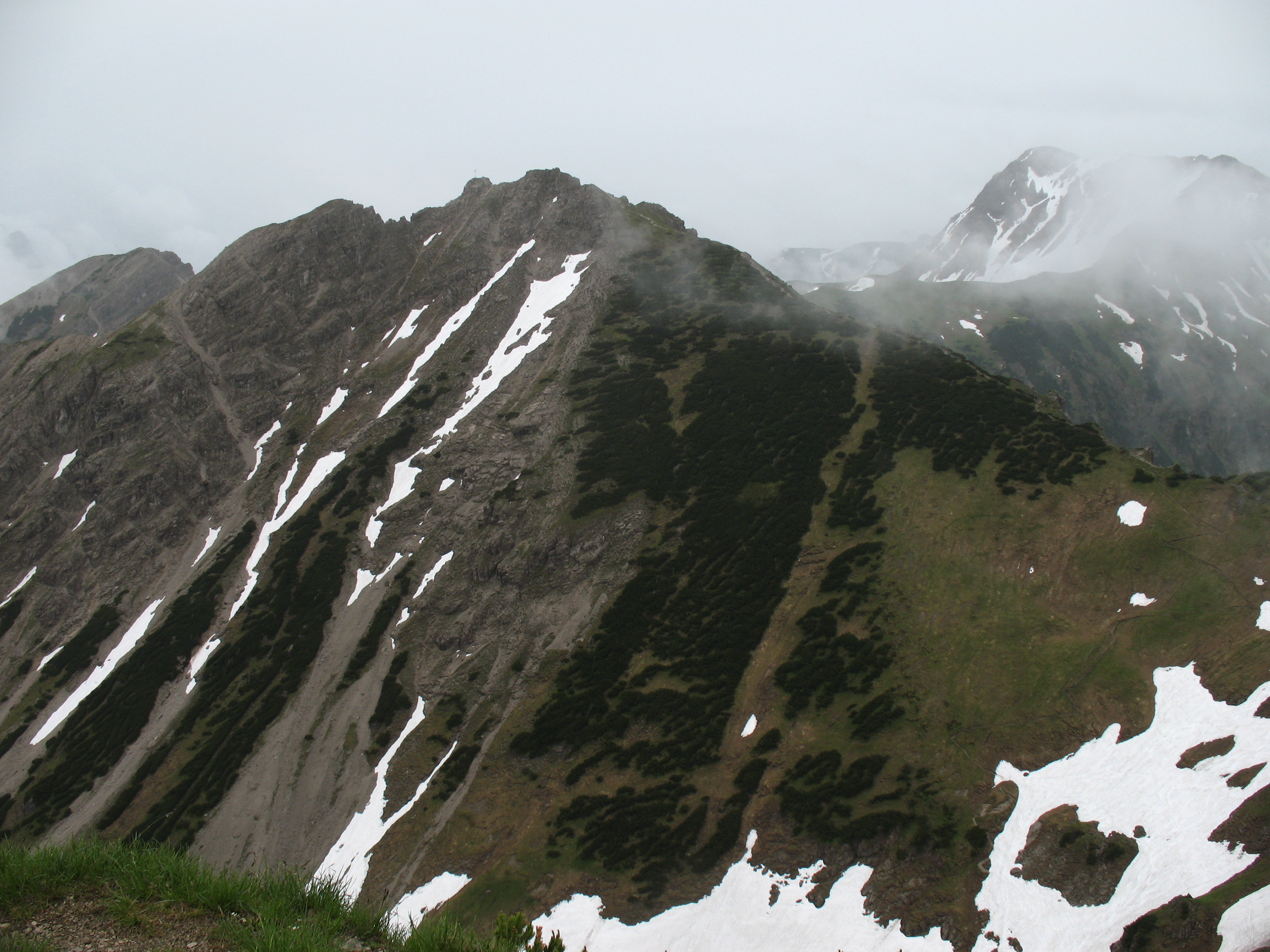
Westflanke
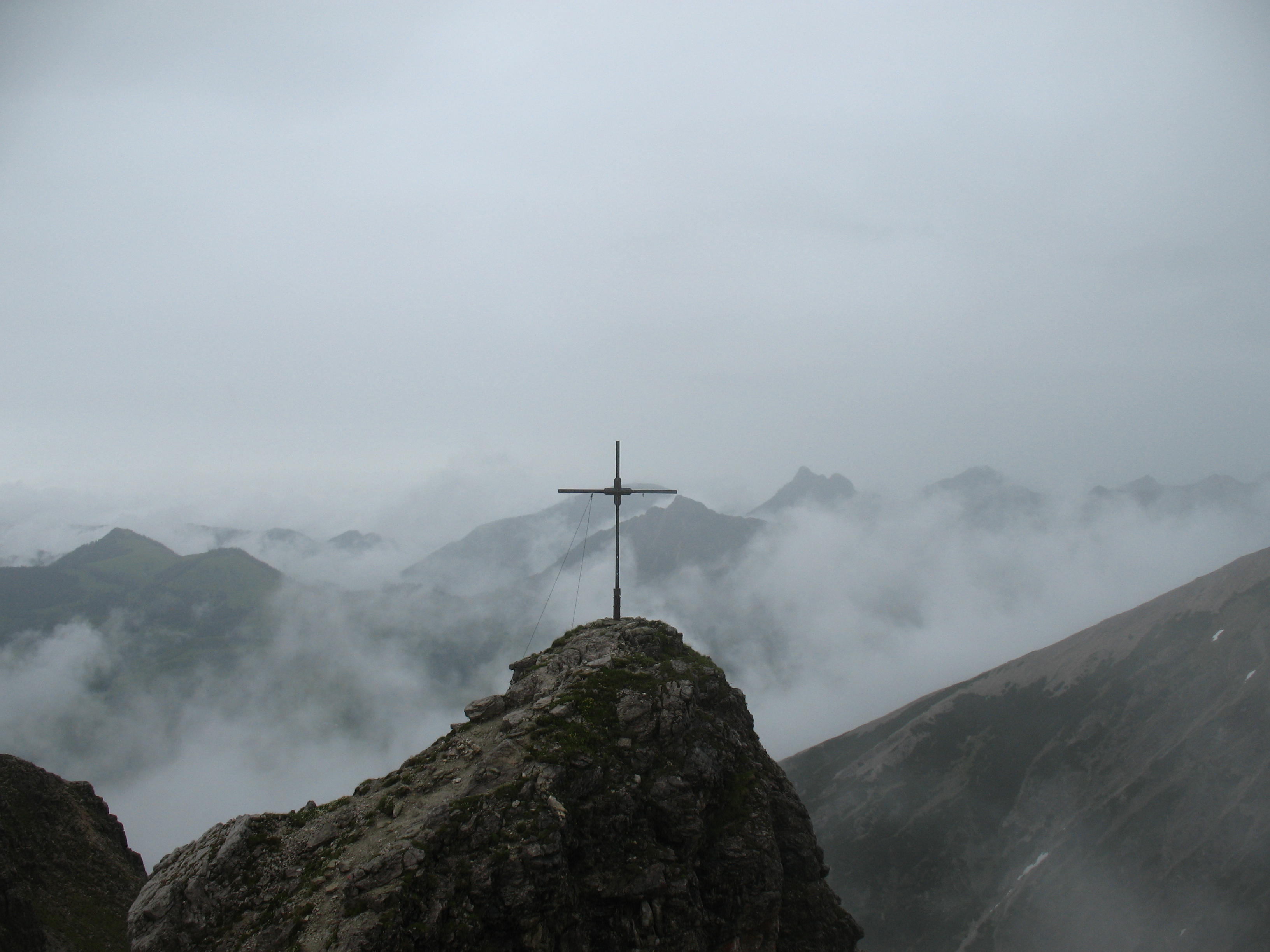
Gipfelkreuz
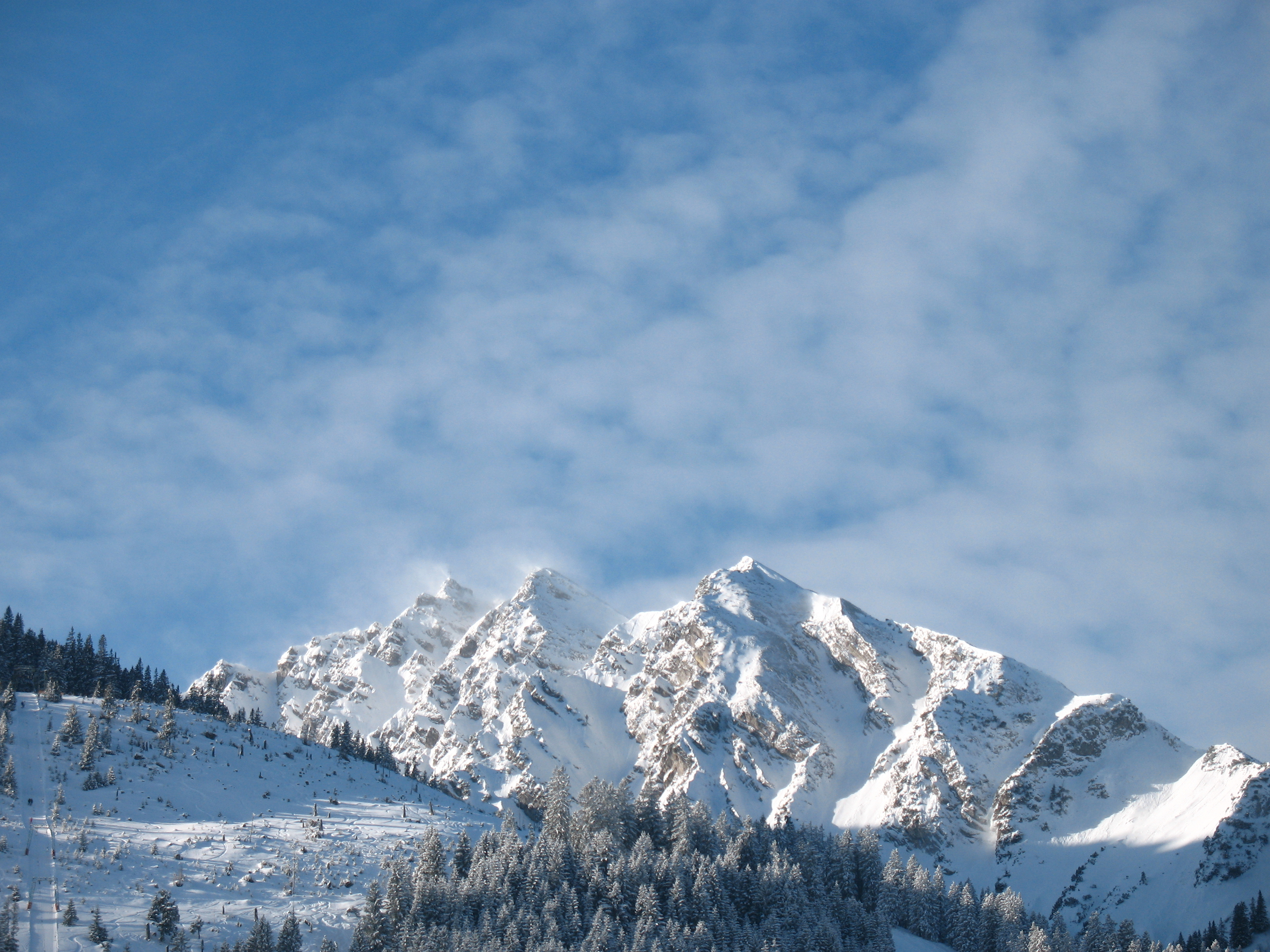
Im Winter